# Aubermesnil-Beaumais
 Aubermesnil-Beaumais  es una población y comuna francesa, en la región de Alta Normandía, departamento de Sena Marítimo, en el distrito de Dieppe y cantón de Offranville.

## Demografía
| 276 | 311 | 313 | 332 | 408 | 457 |
| Para los censos de 1962 a 1999 la población legal corresponde a la población sin duplicidades (Fuente: INSEE [Consultar]) |     |     |     |     |     |

## Historia
Las comunas de Aubermesnil y Beaumais se fusionaron en 1824.